# Oxira poliophaea
Oxira poliophaea är en fjärilsart som beskrevs av Charles Boursin 1954. Oxira poliophaea ingår i släktet Oxira och familjen nattflyn. Inga underarter finns listade i Catalogue of Life.